# 大西智子
大西 智子（おおにし ともこ、1979年 - ）は、日本の小説家。

## 経歴・人物
大阪府生まれ。京都光華女子大学を卒業する。大阪文学学校を修了している。2008年、「ベースボール・トレーニング」で大阪女性文芸協会が主催する第26回大阪女性文芸賞を受賞する。2014年、「カプセルフィッシュ」で光文社が主催する第8回小説宝石新人賞の優秀作に選ばれる。選考委員の朱川湊人は、「最終候補作の中で、一番よくできている。作劇的に面白い」と評価している。2015年、同作を収めた連作短編集『カプセルフィッシュ』が刊行され、単行本デビューを果たす。2016年、大阪文学学校の同窓生による同人誌『カム』13号（2015年9月）掲載の「ぱちぱち」が上半期同人雑誌優秀作に選ばれ、『文學界』2016年5月号に転載された。

## 作品リスト

### 単行本
- カプセルフィッシュ（2015年9月 光文社）のち光文社文庫、2018年10月
- にんげんぎらい（2018年3月 光文社）
- ふるえるからだ（2020年7月 光文社）

### 雑誌発表作品
- ぱちぱち（『文學界』2016年5月号）